# Adhortacja
Adhortacja (łac. adhortatio – upomnienie, napomnienie, zachęta) – dokument zwyczajnego nauczania papieskiego o charakterze duszpasterskim, adresowany do określonej grupy osób (na przykład zakonników, rodzin) albo do całego Kościoła. Najczęściej stanowi podsumowanie Synodu Biskupów i zestawienie wniosków, jakie wypływają z synodu. Adhortacje wydawane są co kilka lat po zakończeniu danego synodu.